# Loko (popolo)
I Loko sono uno dei gruppi etnici indigeni della Sierra Leone. Loro stessi usano il termine Landogo per definirsi, ma gli altri gruppi si riferiscono a loro come Loko. Parlano una lingua mande sudoccidentale, chiamata anch'essa loko.
La maggior parte della popolazione Loko vive nella provincia settentrionale del paese, in particolare nel distretto di Bombali, e nella capitale Freetown.
I Loko sono per lo più agricoltori e cacciatori. Come per altri popoli vicini, rivestono grande importanza 
nella cultura loko le società segrete, incaricate di tramandare il sapere umanistico e scientifico e di guidare il corretto comportamento di uomini e donne nel corso della loro vita. Le società segrete principali tra i loko sono la Kpangbani e la Sande.